# Nicola da Tolentino resuscita due colombe
Nicola da Tolentino resuscita due colombe è un dipinto a olio su tavola (29,2x54 cm) attribuito a Raffaello, databile al 1500-1501 e conservato nel Detroit Institute of Arts. Si tratta probabilmente di uno dei frammenti della Pala Baronci, in particolare della predella.

## Storia
La pala eseguita per la cappella Baronci nella chiesa di Sant'Agostino a Città di Castello è la prima opera documentata di Raffaello, allora diciassettenne, che vi lavorò con un collaboratore più anziano, già a bottega da suo padre, Evangelista da Pian di Meleto. Il contratto è datato 10 dicembre 1500 e la consegna è registrata il 13 settembre 1501.
La pala venne danneggiata durante un terremoto nel 1789. Sezionata per separare le parti lesionate da quelle ancora fruibili, venne in seguito dispersa a metà dell'Ottocento.
La tavoletta della predella in particolare venne venduta al museo americano da Alessandro Contini Bonacossi.

## Descrizione e stile
L'opera è ambientata nella stanza di san Nicola che, pur ammalato sul letto, riceve da un confratello due colombi morti e, con un gesto della mano, li fa resuscitare. Il dipinto è impostato su canoni quattrocenteschi, con una stanza chiusa e perfettamente centrata nella prospettiva, dove assistono alla scena vari personaggi, tra cui due gruppi ai lati che fanno da "quinte" umane, secondo schemi compositivi derivati da Perugino. Più sciolta e originale è invece la parte centrale col letto, dalla fine sensibilità luminosa che crea zone d'ombra e di luce in maniera non schematica, legata a suggestioni ottiche di marca urbinate.
L'attribuzione a Raffaello delle due opere non è unanime: Berenson le riferì a Eusebio di San Giorgio, Velentinier e Adolfo Venturi a Raffaello, Volpe a Evangelista da Pian di Meleto.